# Serednie
Serednie (în ucraineană Середнє) este o așezare de tip urban din raionul Ujhorod, regiunea Transcarpatia, Ucraina. În afara localității principale, mai cuprinde și satul Vovkove.

## Demografie
Componența lingvistică a așezării de tip urban Serednie
     Ucraineană (81,11%)
     Romani (13,55%)
     Slovacă (3,17%)
     Alte limbi (2,03%)
Conform recensământului din 2001, majoritatea populației așezării de tip urban Serednie era vorbitoare de ucraineană (81,11%), existând în minoritate și vorbitori de romani (13,55%) și slovacă (3,17%).